# Landhaus Paul Nieschke
Das Landhaus Paul Nieschke, das das Architektenbüro Schilling & Graebner als eines von vielen seit den 1990er-Jahren denkmalgeschützten „Villenprojekten“ in der Villenkolonie Altfriedstein errichtete, liegt in der Ludwig-Richter-Allee 28 im Stadtteil Niederlößnitz der sächsischen Stadt Radebeul, auf einem Eckgrundstück zum unteren Prof.-Wilhelm-Ring. Es wurde für den Privatier Paul Nieschke errichtet.

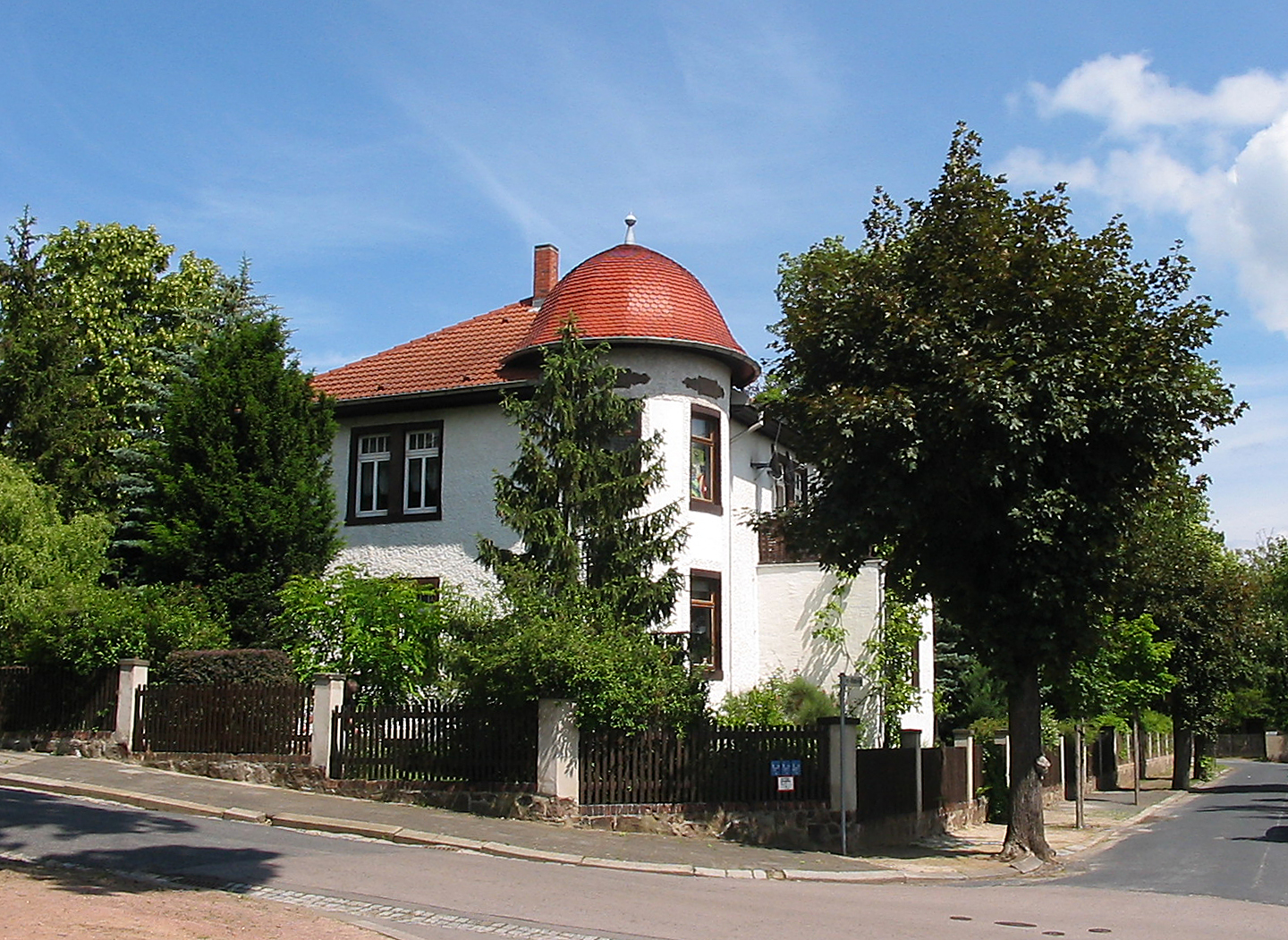
Landhaus für Paul Nieschke, Ludwig-Richter-Allee 28

## Beschreibung

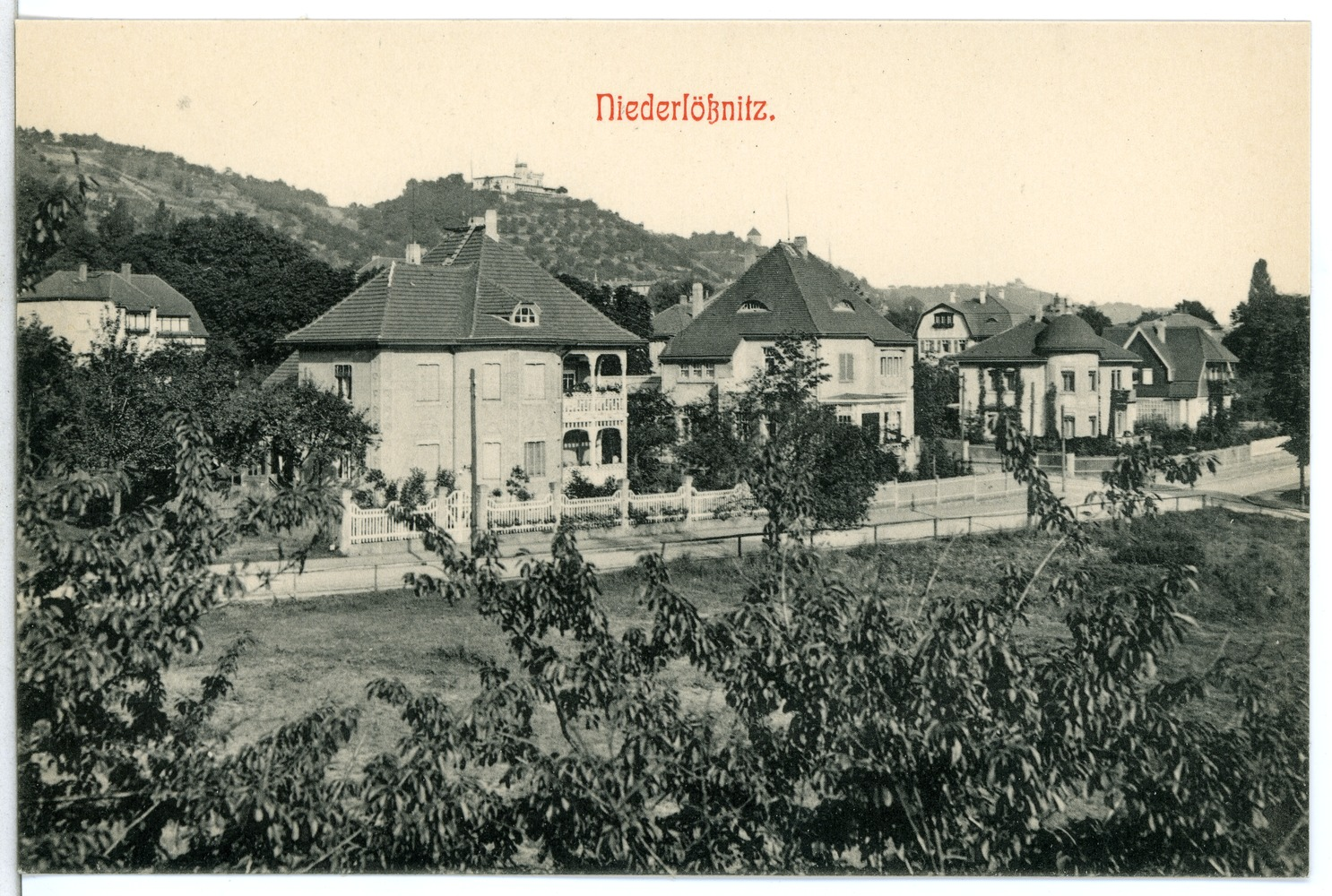
Prof.-Wilhelm-Ring, Kreuzung mit der Ludwig-Richter-Allee (1911): Rechts der Kreuzung steht dieses Landhaus, noch mit Balkon statt der Veranda rechts des Turms. Rechts davon Landhaus Lutzmann sowie links dahinter Landhaus Paul Schramm. Links der Kreuzung: Ludwig-Richter-Allee 27, links davon die Villa von Alfred Sparbert, links hinten Ludwig-Richter-Allee 31

Das zusammen mit seiner Einfriedung unter Denkmalschutz stehende, villenartige Landhaus ist ein kleinerer, zweigeschossiger Putzbau auf einem Bruchsteinsockel und mit einem flach geneigten Walmdach.
In der Gebäudeecke zur Straßenkreuzung steht ein runder, turmartiger Baukörper von zwei Stockwerken Höhe mit Fenstern, obenauf eine geschweifte, vieleckige Kuppel als Dach. In der rechts davon gelegenen Straßenansicht nach Süden steht eine inzwischen massiv ausgeführte, eingeschossige Veranda mit einem Austritt obenauf. Der Eingang befindet sich auf der Gebäuderückseite nach Norden in einem Vorbau.
Der schlichte, einfach gegliederte Putzbau zeigt hauptsächlich Rauputz, in den Glattputzflächen eingestreut sind. Am Turm befinden sich unter dem Dach, jeweils über den Fenstern, farblich abgehobene „stuckierte Schriftbänder“ mit der Datierung A.D. für Anno Domini und 1906. Auch die die Fenster einfassenden Gewände sind farblich hervorgehoben.
Die Einfriedung besteht aus Lattenzaunfeldern mit mittig verlängerten Latten zwischen Putzpfeilern mit Sandstein-Abdeckplatten. Zum Geländeausgleich steht die Einfriedung auf einem Bruchsteinsockel.

## Geschichte
Die bis zum Herrenhaus Altfriedstein verlängerte Alleestraße, heute Ludwig-Richter-Allee, bietet an der Kreuzung mit der ehemaligen Lamsbachstraße, heute unterer Teil des Prof.-Wilhelm-Rings, prominent liegende Eckgrundstücke. Auf dem nordöstlichen davon errichteten die Dresdner Architekten Schilling & Graebner in den Jahren 1905/1906 im Auftrag des Privatus' Paul Nieschke ein Wohnhaus. Der Bauantrag stammte vom November 1905, die Baugenehmigung „nach den besonderen Bauvorschriften für die Villenkolonie Altfriedstein“ vom gleichen Monat, die Bezugsgenehmigung erfolgte im März 1906. Der Entwurf stammte von dem Dresdner Architekten Heino Otto als Mitarbeiter von Schilling & Graebner.
Der Anbau der Veranda erfolgte im Jahr 1914 durch das Serkowitzer Baugeschäft F. W. Eisold.